# Softbol als Jocs Olímpics d'estiu de 1996
Als Jocs Olímpics d'Estiu de 1996 celebrats a la ciutat d'Atlanta (Estats Units d'Amèrica) es disputà una competició de softbol en categoria femenina, sent la primera vegada que aquest esport formà part del programa olímpic. La competició es desenvolupà entre els dies 21 i 30 de juliol de 1996 al Golden Park de la ciutat de Columbus.

## Comitès participants
Hi participaren un total de 120 jugadores de 8 comitès nacionals diferents.
| - Austràlia - Canadà - Estats Units - Japó | - Països Baixos - Puerto Rico - R.P. de la Xina - Xina-Taipei |

## Resum de medalles
| Prova   | Or | Argent | Bronze |
| Softbal | Estats UnitsLaura Berg · Gillian Boxx · Sheila Cornell · Lisa Fernandez · Michelle Granger · Lori Harrigan · Dionna Harris · Kim Maher · Leah O'Brien · Dot Richardson · Julie Smith · Michele Smith · Shelly Stokes · Danielle Tyler · Christa Lee Williams | R.P. de la XinaAn Zhongxin · Chen Hong · He Liping · Lei Li · Sarah Ford · Liu Yaju · Ma Ying · Ou Jingbai · Tao Hua · Wang Lihong · Wang Ying · Wei Qiang · Xu Jian · Yan Fang · Zhang Chunfang | AustràliaJoanne Brown · Kim Cooper · Carolyn Cudgington · Kerry Dienelt · Peta Edebone · Tanya Harding · Jennifer Holliday · Jocelyn Lester · Sally McDermid · Francine McRae · Haylea Petrie · Nicole Richardson · Melanie Roche · Natalie Ward · Brooke Wilkins |

## Medaller
| Posició | País            | Or | Argent | Bronze | Total |
| 1       | Estats Units    | 1  | 0      | 0      | 1     |
| 2       | R.P. de la Xina | 0  | 1      | 0      | 1     |
| 3       | Austràlia       | 0  | 0      | 1      | 1     |